# Basler Verkehrs-Betriebe
Basler Verkehrs-Betriebe (BVB) — оператор городского общественного транспорта в Базеле (Швейцария).

## Сеть маршрутов
BVB обслуживает восемь маршрутов базельского трамвая (№№ 1, 2, 3, 6, 8, 14, 15, 16, 21) и двенадцать автобусных маршрутов.

## Фирменная раскраска
Транспортные средства BVB окрашиваются в зелёный цвет.